# Quân lực Quốc gia Afghanistan

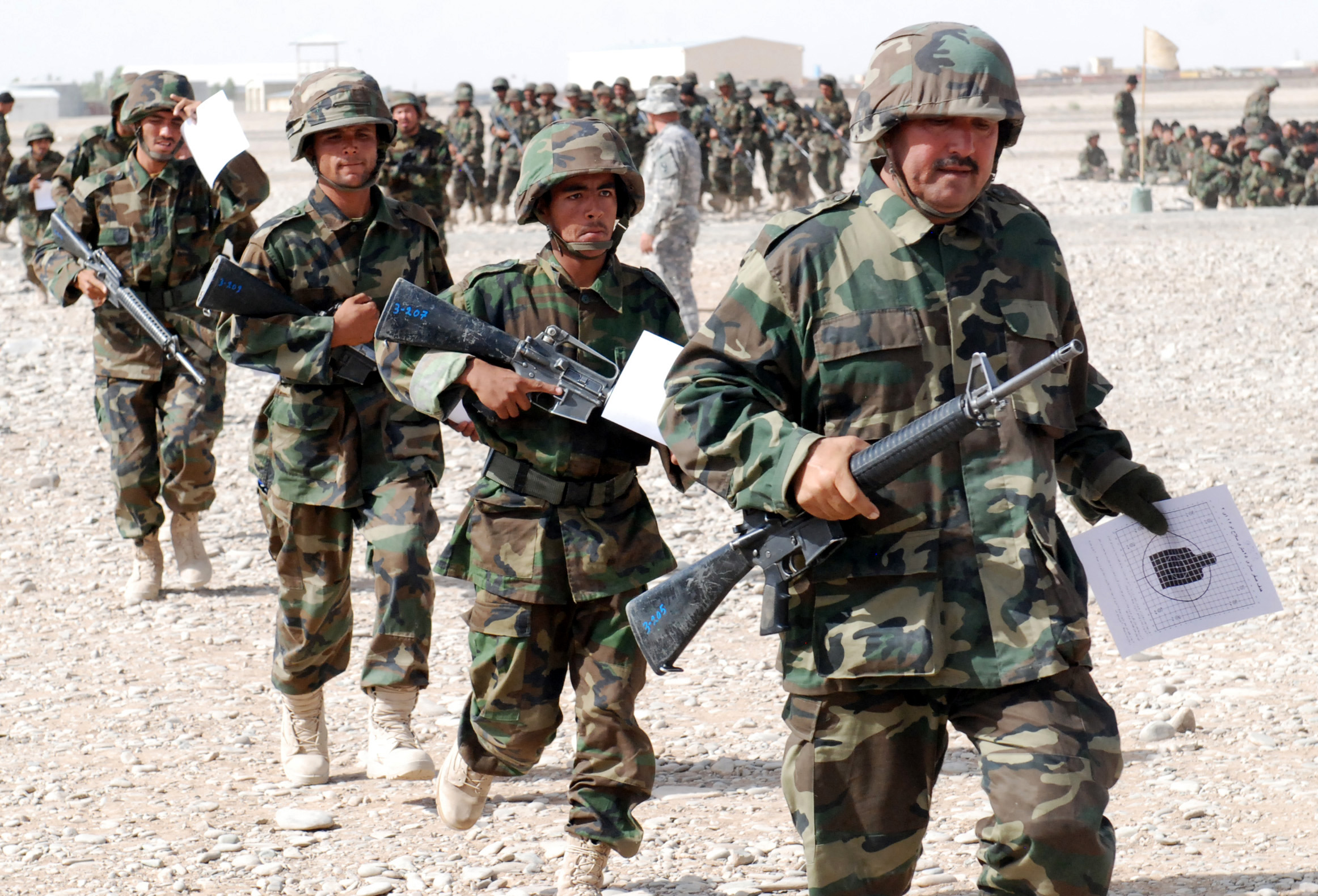
Quân lực Quốc gia Afghanistan trong một đợt diễn tập quy mô

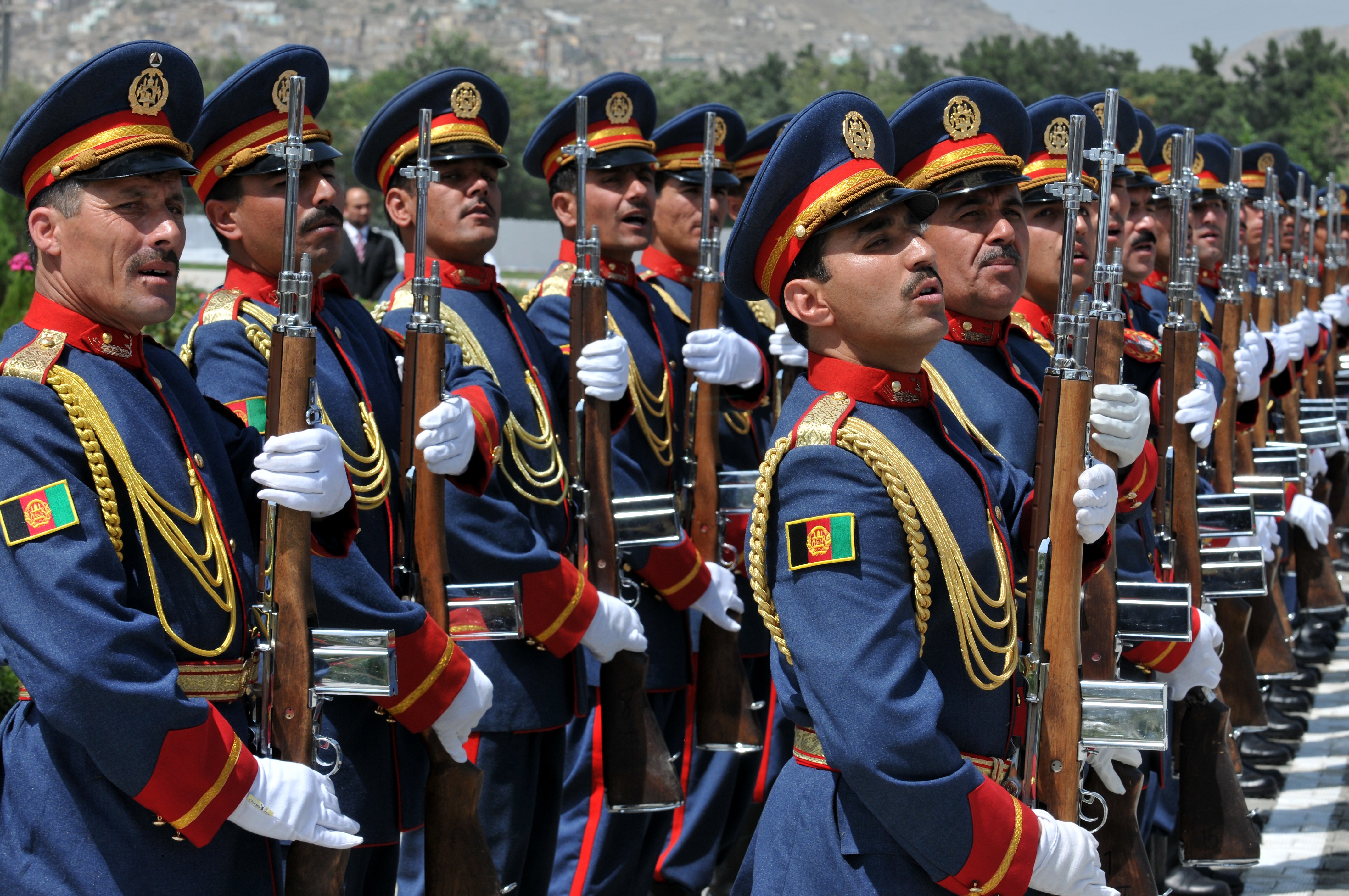
Quân lực Quốc gia Afghanistan đang duyệt binh nhân Ngày Độc lập vào năm 2011

Quân lực Quốc gia Afghanistan (tiếng Anh: Afghan National Army, viết tắt là ANA) là một bộ phận lực lượng tác chiến trên bộ thuộc biên chế trong Lực lượng vũ trang Afghanistan của Cộng hòa Hồi giáo Afghanistan. Quân lực Quốc gia Afghanistan trực thuộc Bộ Quốc phòng Afghanistan với sở chi huy đóng tại Kabul, Quân lực Quốc gia Afghanistan có chế độ tổ chức và phần lớn được huấn luyện dưới sự kèm cặp và ủy lạo của các lực lượng NATO do Mỹ dẫn đầu để từng bước hình thành một lực lượng chiến đấu mạnh, được tổ chức bài bản, hiện đại. Quân lực Quốc gia Afghanistan được Tổng thống Hamid Karzai ban hành sắc lệnh tái lập vào ngày 01 tháng 12 năm 2002.
Quân lực Quốc gia Afghanistan được biên chế tổ chức thành 7 quân đoàn, trong đó quân đoàn thứ 201 đóng đại bản doanh ở thủ đô Kabul, quân đoàn thứ 203 trú đóng ở Gardez, quân đoàn thứ 205 thì đứng chân ở Kandahar, quân đoàn thứ 207 thì tọa chấn ở Herat, quân đoàn thứ 209 đồn trú tại Mazar-i-Sharif, quân đoàn thứ 215 thì cắm rễ tại Lashkar Gah và quân đoàn thứ 217 thì phụ trách bao quát ở mạn Bắc đất nước. Đương kim Tổng tham mưu trưởng của Quân lực Quốc gia Afghanistan là Trung tướng Hibatullah Alizai. Phần lớn việc huấn luyện và đào tạo Quân lực Quốc gia Afghanistan được thực hiện tại Đại học An ninh Quốc gia Afghanistan. Vào năm 2019, Quân lực Quốc gia Afghanistan có khoảng 180.000 binh sĩ trong tổng số 195.000 binh sĩ có thể động viên.
Đến năm 2014, hầu hết Afghanistan nằm dưới sự kiểm soát của chính phủ với NATO đóng vai trò hỗ trợ. Tuy nhiên, trong vài năm sau đó, Chính phủ dần mất lãnh thổ vào tay Taliban, dẫn đến việc chính phủ Afghanistan đã đầu hàng Taliban sau khi hứng chịu những đòn tấn công chóng vánh vào năm 2021. Sau khi Mỹ và NATO rút quân hỗ trợ khỏi Afghanistan vào mùa Hè năm 2021, sau một cuộc tấn công nhanh chóng do Taliban tiến hành, Quân lực Quốc gia Afghanistan phần lớn đã nhanh chóng tan rã, sự rệu rã lên đến đỉnh điểm là sự sụp đổ của Kabul và Tổng thống Ashraf Ghani đào tẩu sang Uzbekistan. Một số lượng lớn quân đội đã bị điêu đứng khi đối mặt với Taliban, với số lượng đáng kể vũ khí và vật tư chủ yếu do Mỹ sản xuất đã bị thu giữ. Sau khi Tổng thống và cũng là Tổng tư lệnh Ashraf Ghani trốn thoát, các lực lượng trung thành còn lại nhanh chóng bỏ lại các vị trí cố thủ và Quân đội Quốc gia Afghanistan trên thực tế không còn tồn tại.